# Ernest Besnier
Ernest Henri Besnier (Honfleur, 21 aprile 1831 – Parigi, 15 maggio 1909) è stato un dermatologo francese.

## Biografia
Studiò medicina a Parigi, dove nel 1857 ricevette il suo dottorato in medicina. Nel 1863 divenne medico. Nel 1873 successe a Pierre-Antoine-Ernest Bazin (1807-1878) come dermatologo presso l'Hôpital Saint Louis, dove più tardi nello stesso anno fu nominato direttore.
Costruì dei laboratori di istopatologia e di parassitologia presso l'ospedale e viene accreditato con l'origine del termine biopsia. Nel 1889 dimostrò una rapida descrizione delle lesioni cutanee associate alla sarcoidosi, introducendo il nome "lupus pernio".
Con Pierre Adolphe Adrien Doyon (1827-1907) fondò la rivista medica Annales de dermatologie et de syphiligraphie. Nel 1881 con Doyon tradusse il famoso libro di Moritz Kaposi sulle malattie della pelle (Pathologie und Therapie der Hautkrankheiten in Vorlesungen für praktische Ärzte und Studirende) dal tedesco alla francese (Leçons Sur les maladies de la peau). Con Louis-Anne-Jean Brocq e Lucien Jacquet,  pubblicò un'enciclopedia La pratique dermatologique" (1900-04).